# Nyfilologiska sällskapet
Nyfilologiska sällskapet är ett filologiskt sällskap i Stockholm, bildat 1896 på initiativ av Carl Wahlund.
Sällskapet utvecklade en livlig verksamhet genom att sammanföra nyfilologer, genom föredrag och genom att ge ut Studier i modern språkvetenskap (1898-) som innehåller värdefulla artiklar och viktig nyfilologisk bibliografi.